# Кладбище кентерберийцев
Кладбище кентерберийцев (англ. Canterbury Cemetery) — небольшое воинское кладбище комиссии Содружества наций по уходу за военными захоронениями расположенное в районе бухты Анзак, на Галлипольском полуострове. На нём покоятся останки солдат Антанты погибших в Дарданелльской операции.

## Описание
Как и многие другие кладбища региона — это было основано после наступления перемирия в 1919 году. Большинство похороненных было солдатами кентерберийского конного стрелкового полка. 26 из 27 могил принадлежит им. Ещё в одной могиле погребён капрал веллингтонского полка.
С задней стороны кладбище окаймляет полоса сосновых деревьев, с боков, южную и северную границу представляют собой насаждения кустарника. 